# Mad Entertainment
Mad Entertainment è una casa di produzione cinematografica ed uno studio di animazione italiano. La sede degli studi di animazione e produzione cinematografica si trova a Palazzo Pandola, in piazza del Gesù Nuovo, nel pieno centro della città di Napoli.

## Storia
Lo studio, fondato da Luciano Stella, Carlo Stella e Maria Carolina Terzi, è nato nel 2010 a Napoli. Dopo aver partecipato alla produzione di diverse opere e cortometraggi, Mad Entertainment si impone nel panorama italiano per i lungometraggi animati L'arte della felicità e Gatta Cenerentola che vengono acclamati dalla critica e vincono numerosi premi (Gatta Cenerentola gareggia per i Premi Oscar 2018 nella categoria miglior film di animazione senza riuscire ad entrare nella cinquina finale, ma vince i David di Donatello al miglior produttore e ai migliori effetti speciali; inoltre sul piano tecnico diede un apporto alla versione successiva del software Blender, con il quale era stato creato.).
Il nome Mad è in realtà un acronimo dei settori in cui lo studio opera: Movies, Animation e Documentaries.

## Filmografia

### Lungometraggi
- El campo, regia di Hernán Belón (2011)
- L'arte della felicità, regia di Alessandro Rak (2013) in coproduzione con Big Sur e Rai Cinema con il contributo del MiBACT ed in collaborazione con Radio Kiss Kiss;[4]
- La buona uscita, regia di Enrico Iannaccone (2016)
- Gatta Cenerentola, regia di Alessandro Rak, Ivan Cappiello, Marino Guarnieri e Dario Sansone (2017) in coproduzione con Big Sur, Sky Dancers, Tramp Ltd, O' Groove e Rai Cinema con il contributo del MiBACT;[4]
- La parrucchiera è un film del 2017, regia di Stefano Incerti (2017), in coproduzione con Sky Dancers e Rai Cinema;[4]
- Il vizio della speranza, regia di Edoardo De Angelis (2018) in coproduzione con Tramp Ltd, O' Groove e Medusa Film;[4]
- Achille Tarallo, regia di Antonio Capuano (2018) in coproduzione con Rai Cinema;[4]
- Vita segreta di Maria Capasso, regia di Salvatore Piscicelli (2019), in coproduzione con Palomar, Zocotoco e Vision Distribution;[4]
- La vacanza, regia di Enrico Iannaccone (2019) [4]
- La tristezza ha il sonno leggero, regia di Marco Mario De Notaris (2021), in coproduzione con Madeleine e Rai Cinema
- Yaya e Lennie - The Walking Liberty, regia di Alessandro Rak (2021)
- Come prima, regia di Tommy Weber (2021)
- Nostalgia, regia di Mario Martone (2022)
- Rossosperanza, regia di Annarita Zambrano (2023)
- Sono ancora vivo, regia di Roberto Saviano (annunciato)[5]
- Caracas, regia di Marco D’Amore (2024)

### Cortometraggi
- Simposio suino in re minore, regia di Francesco Filippini, cortometraggio proiettato assieme a Gatta Cenerentola prima dell'inizio di esso (2017)
- Là dove la notte, regia di Francesco Filippini (2020)
- La mucca nel cielo, regia di Francesco Filippini (2020)
- Danzeremo ancora insieme, regia di Francesco Filippini (2020)
- Lizzie and the Sea, regia di Mariacarla Norall (2023)
- Due Battiti, regia di Marino Guarnieri (2023)

### Documentari
- Rione Sanità, la certezza dei sogni, regia di Massimo Ferrari (2020), in coproduzione con Sky Arte e Big Sur (2020)
- Fellini degli spiriti, regia di Anselma Dell'Olio (2020)
- Crazy for Football, regia di Volfango De Biasi (2017)
- L'uomo con il megafono, regia di Michelangelo Severgnini (2012)
- Passione, regia di John Turturro (2010)
- Napoli magica, regia di Marco D’Amore (2022)
- 4 Giorni per la libertà, regia di Massimo Ferrari (2023)
- Un Ritratto in Movimento - Omaggio a Mimmo Jodice, regia di Mario Martone (2023)
- Posso Entrare? An ode to Naples, regia di Trudie Styler (2023)
- Il re di Napoli - Storia e leggenda di Mario Merola, regia di Massimo Ferrari (2024)

### Televisione
- La Cantata dei Pastori, regia di Nicola Barile, cartone animato trasmesso su Rai 1 il 26 dicembre 2012, basato sull'omonima opera, coprodotto da Rai Fiction[6];[4]
- Il piccolo Sansereno e il mistero dell'uovo di Virgilio, regia di Ivan Cappiello (2012)
- Crazy for Football - Matti per il calcio, regia di Volfango De Biasi (2021), in coproduzione Rai Fiction
- L'Arte della Felicità, regia di Marco Mario De Notaris (2022)
- Pesci piccoli - Un'agenzia. Molte idee. Poco budget, regia di Francesco Ebbasta (2023-)